# 1952 في رومانيا
فيما يلي قوائم الأحداث التي وقعت خلال عام 1952 في رومانيا.

## سياسة

### تعيين في المنصب
- 12 يونيو – بيترو جروزا رئيس رومانيا [الإنجليزية]‏.

### انتهاء فترة المنصب
- 2 يونيو – بيترو جروزا قائمة رؤساء وزراء رومانيا.

## رياضة
- 1 يناير – دوري الدرجة الأولى الروماني 1952 الفائز نادي ستيوا بوخارست.

## مواليد

### يناير
- 1 يناير – بيتر سابا موسيقي روماني.

### أبريل
- 10 أبريل – ريتشارد فاغنر

### مايو
- 5 مايو – كونستانتين كرواتورو
- 7 مايو – سيميون كوشوف ملاكم روماني.

### يوليو
- 26 يوليو – دان كوندوراش ممثل روماني.

### سبتمبر
- 27 سبتمبر – دوميترو بروناريو

### أكتوبر
- 3 أكتوبر – ناتاليا ماراشيسكو
- 22 أكتوبر – ميرتشيا ساندو لاعب كرة قدم روماني.

### نوفمبر
- 12 نوفمبر – ريمس كوزما

## وفيات

### يناير
- 1 يناير – إليمر هيرش (مواليد 1896) لاعب كرة قدم.

### مارس
- 7 مارس – جوزيف شوبرت (مواليد 1889) سياسي كندي.